# Linecké předměstí
Linecké předměstí je část Českých Budějovic jižně od centra města, ohraničená ze západu řekou Vltavou, z východu řekou Malší a z jihu částečně železniční tratí se stanicí České Budějovice Jižní zastávka. Ze severu bylo od města odděleno dnes již zaniklým Krumlovským rybníkem, na jehož místě byla v roce 1901–1902 vybudována budova Okresního zastupitelstva, Justiční palác, komplex Koh-i-noor Hardtmuth (včetně Hardtmuthovy vily), v roce 1903 berní úřad a park Háječek.

## Historie
Výstavba Lineckého předměstí započala v 18. století podél hlavní silnice vedoucí mezi řekami Vltavou a Malší do města ze směru od Českého Krumlova a rakouského Lince, po němž byla pojmenována jak ulice (Linecká, dnes Lidická), tak samotné předměstí. Nicméně oblast předměstí byla díky své blízkosti centru města obydlena již dříve. Na pravém břehu Vltavy stál již ve 14. století Luční mlýn, poblíž Malše blíže k městu zase děkanský dvůr. Většinu území tvořila hospodářská stavení měšťanů a plantáže.
Zároveň byla v letech 1721–1726 u Vltavy postavena Vodárenská věž, zajišťující přívod vody do celého města. V letech 1824–1828 byl vedle vodárny postaven strážní domek Koněspřežní dráhy propojující České Budějovice a Linec, ve které se dnes nachází Muzeum koněspřežky.
Vzhledem k dostatku nevyužitého prostoru a dobrému dopravnímu spojení získalo si území dnešního Lineckého předměstí velkou oblibu především k výstavbě továrních budov. V roce 1847 vznikla na Lineckém předměstí sirkárna a o rok později byla mezi silnicí a Malší zahájena výstavba budovy budoucího Měšťanského pivovaru. V letech 1896–1898 byl vystaven městský chudobinec a v roce 1899 vojenská kasárna. V roce 1914 byla na kraji předměstí postavena nemocnice.
Protože byla na Lineckém předměstí původně pouze německá škola, byla roku 1897 zřízena česká obecná škola, pro niž dala v roce 1901 Matice školská postavit novou budovu v ulici Komenského, včetně českého učitelského ústavu v dnešní ulici Matice školské.
Do té doby nejrozsáhlejší výstavba probíhala v letech 1918–1939, kdy se zde stavěly rodinné vily a činžovní domy. K největším změnám pak došlo po roce 1948 v rámci vládního řešení bytové krize, spočívající v experimentální panelové výstavbě. V 50. a 60. lech byla postupně zbořena značná část zástavby v okolí Lidické ulice a po výstavbě prvního panelového domu v jižních Čechách zvaného Experiment následovalo celé Sídliště Lidická.
V letech 1971–1978 byla na Lineckém předměstí podle projektu Stanislava Víta postavena devítipodlažní budova polikliniky s 93 odbornými pracovišti, která výrazně dotváří panorama předměstí. Od její výstavby se pro ni vžilo lidové označení Poliklinika Jih, neboť severněji ve městě v ulici Na Sadech již jedna poliklinika byla.

## Galerie

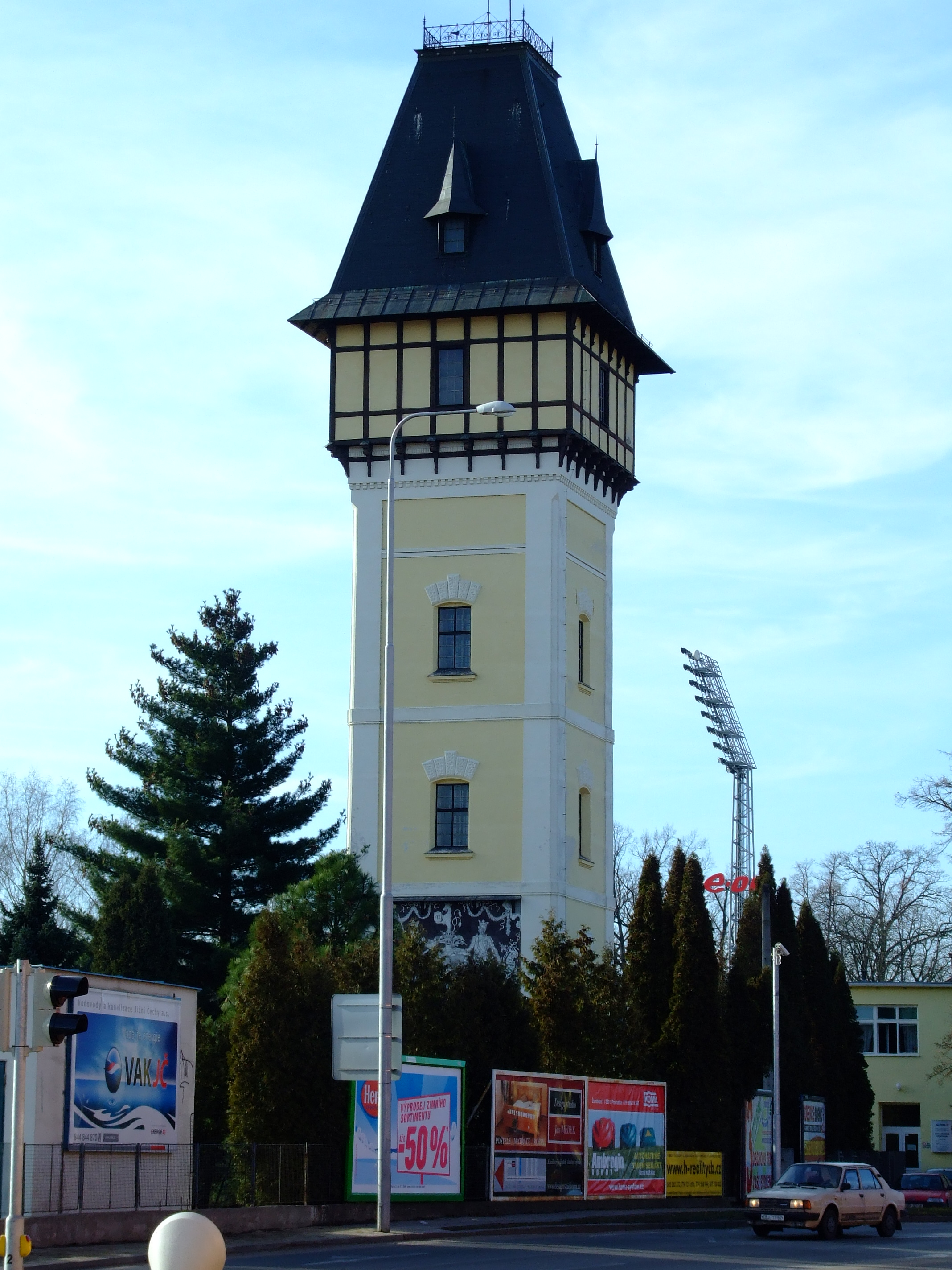
Vodárenská věž, Mánesova ulice
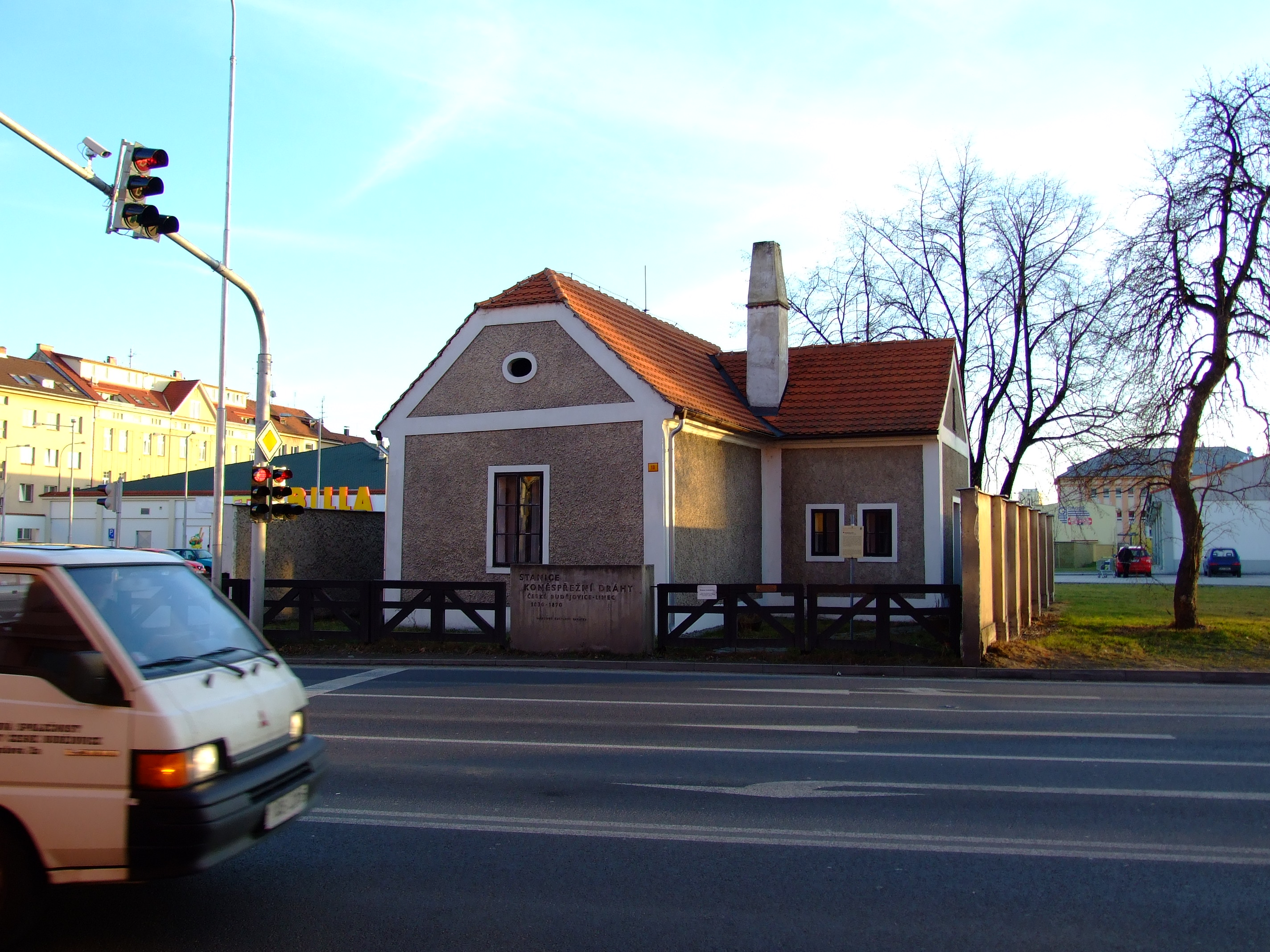
strážní domek Koněspřežné dráhy, ulice Mánesova
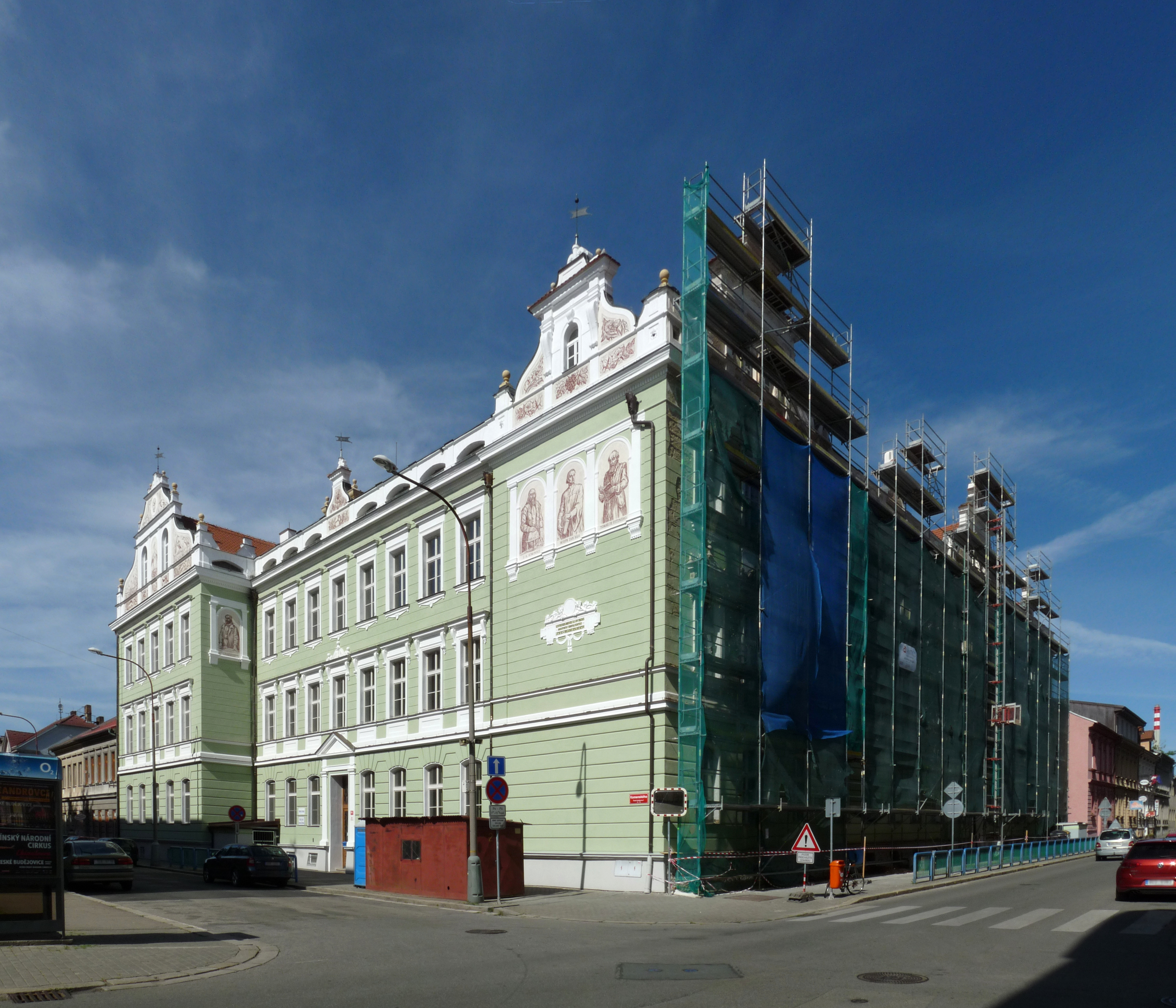
ZŠ Matice školské
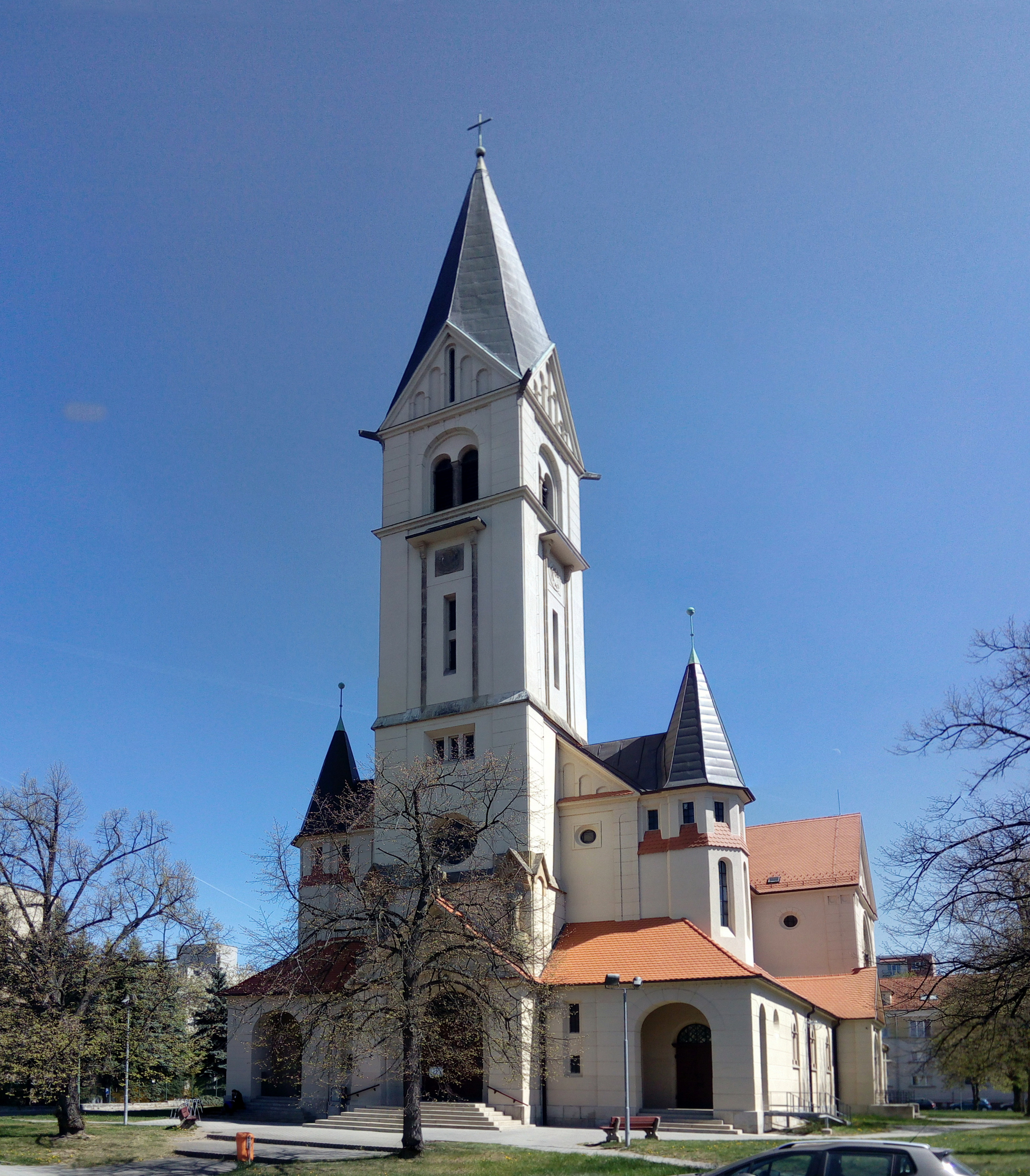
Kostel Sv. Jana Nepomuckého v ulici Boženy Němcové postaven 1914–1915
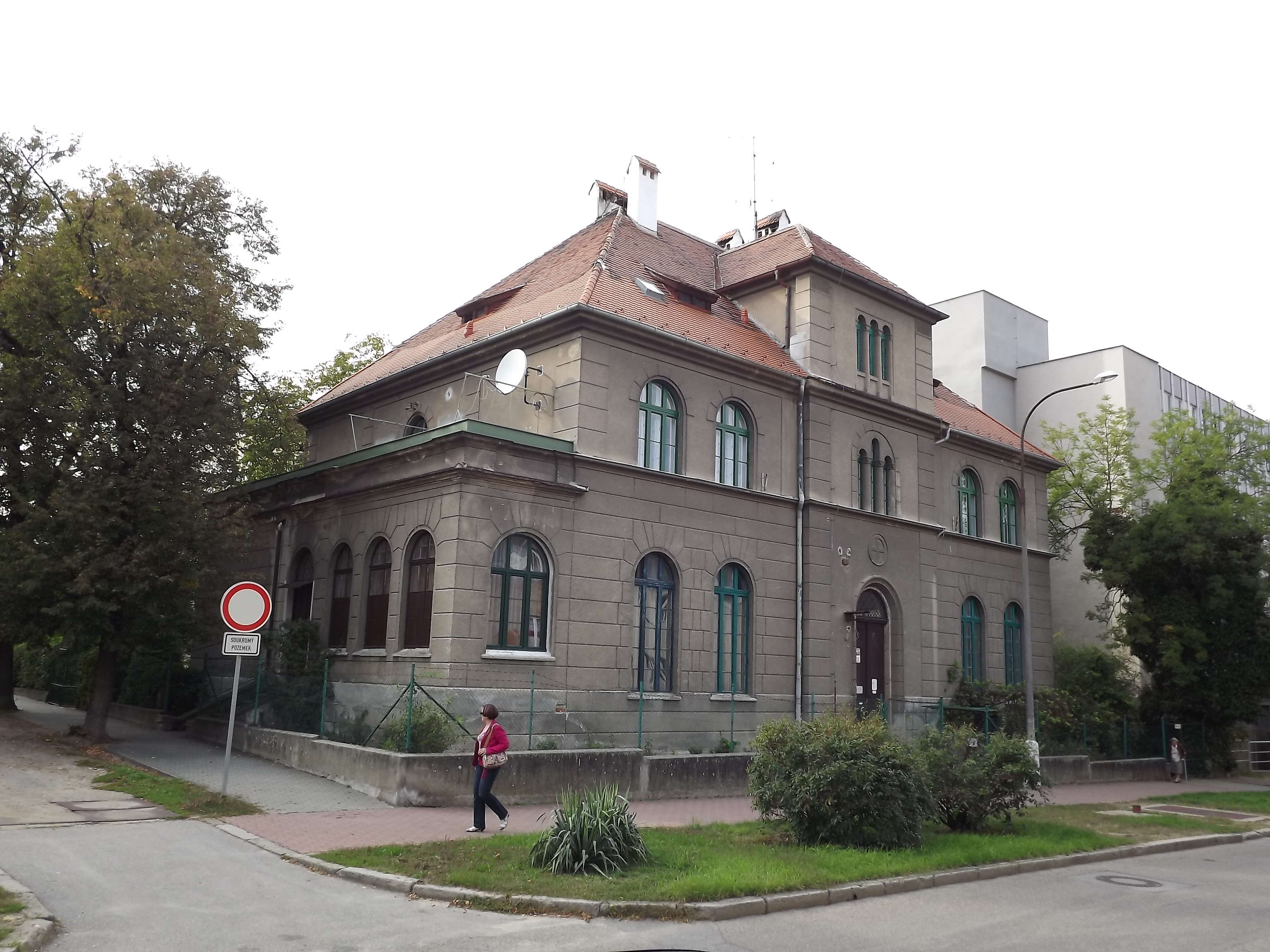
Budova fary u kostela Sv. Jana Nepomuckého
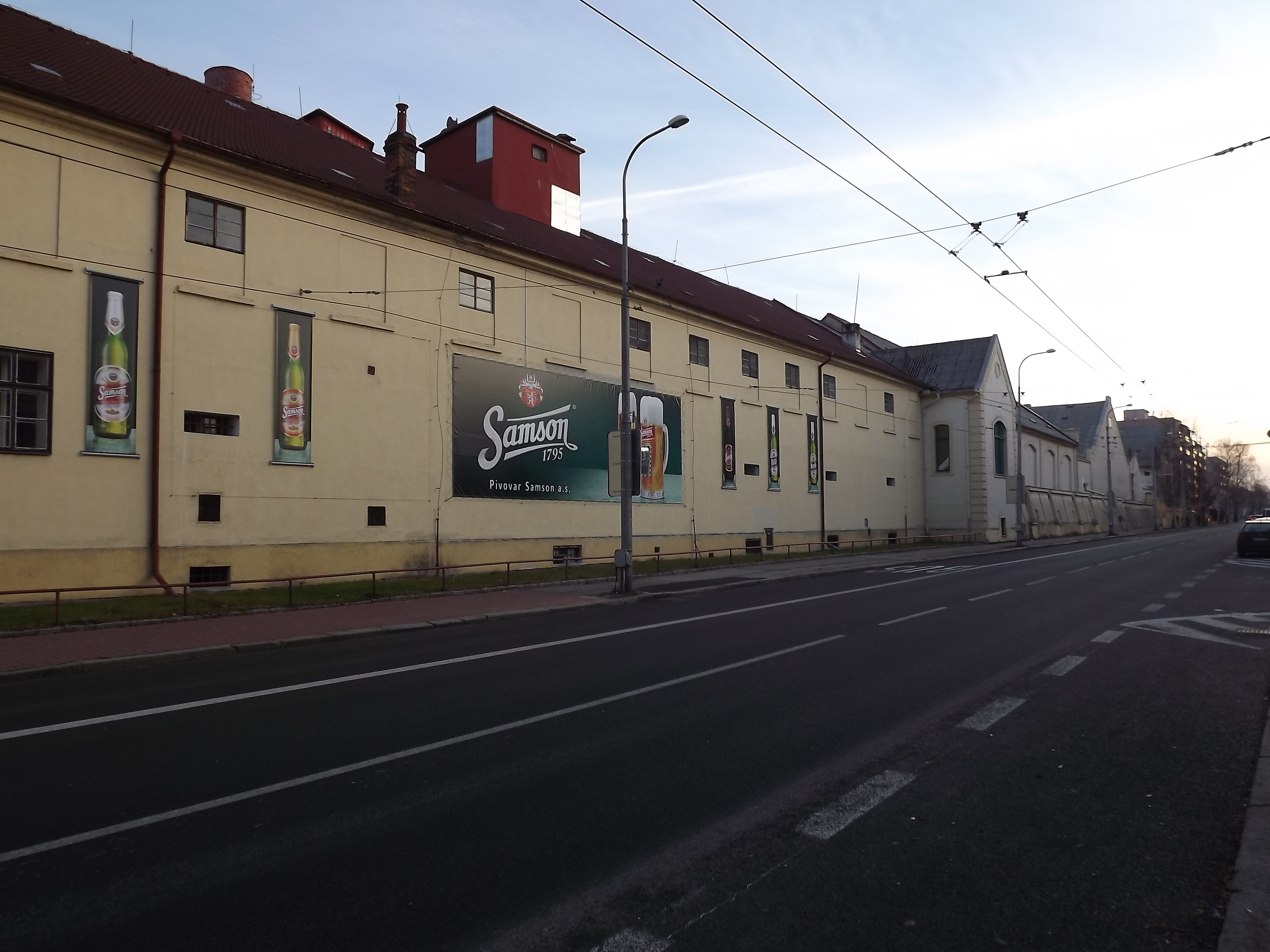
pivovar Samson